# Mawlid
Mawlid (in arabo مولد‎?, mawlid), detto anche Maulid, Mulid, Mouloud ecc., è un giorno islamico che celebra il giorno natale di una santa persona. 
In particolare si onora la data di nascita del profeta Maometto (Mawlid al-Nabī), che ricorre il 12 del mese lunare di Rabi' al-awwal.

## Sulla liceità o meno della celebrazione delmawlid
Si è a lungo discusso sulla liceità di festeggiare o meno un essere umano, in una religione che è totalmente orientata a celebrare la sola divinità. Tuttavia l'intensità della devozione popolare non ha impedito in alcun modo che numerosi mawlid fossero comunque celebrati, con notevole intensa partecipazione dei fedeli.
In particolare l'Egitto è stato terreno fertile per tali cerimonie, forse anche per ribattere alla devozione popolare copta, che non trova alcun ostacolo di tipo teologico nel celebrare i suoi santi intercessori.
Il seguente è un elenco parziale dei mawlid celebrati in Egitto:
- Mawlid Sayyida Zeynab (nipote di Maometto), che ha luogo sul retro della moschea cairota di Sayyida Zeynab (lett. "Nostra Signora Zeynab"), dove si trova il luogo della sua inumazione e il sepolcro. È uno dei mawlid maggiormente frequentati nel corso del mese di settembre;
- Mawlid Sayyid Badawī (santo sufi musulmano, riformatore della ṭarīqa Aḥmadiyya). La celebrazione si volge a Tanta, nel delta del Nilo, generalmente nel mese di ottobre, dopo la vendita dei raccolti agricoli;
- Mawlid Sayyidnā al-Ḥusayn (lett. "Nostro Signore al-Ḥusayn), in onore del nipote del Profeta, trucidato a Karbalāʾ dalle forze califfali omayyadi;
- Mawlid al-Rifāʿī, in onore del fondatore della confraternita della Rifāʿiyya, si svolge alla Cittadella del Cairo, nel corso del mese di settembre;
- Mawlid Fāṭima al-Nabawiyya, in onore di Fāṭima al-Zahrāʾ, unica figlia che sopravvisse al padre Maometto e che gli diede una discendenza maschile. Si svolge tutti i mesi di luglio nel quartiere cairota di Ḍarb al-Aḥmar;
- Mawlid Abu al-Hajjaj al-Uqṣūrī, che ha luogo a Luxor e si svolge a metà del mese lunare di Sha'ban;
- Mawlid al-Adra, il mawlid della Vergine Maria. È un grande mawlid copto che si tiene in agosto nel monastero della Santa Vergine a Durunka, a una diecina di chilometri da Asyūṭ;
- Mawlid copto di Mār Girgīs (San Giorgio, patrono dei Copti egiziani), sulla riva occidentale del Nilo a Luxor, durante il mese di ottobre.

## Calendario
- 30 agosto 1993 (1414)
- 20 agosto 1994 (1415)
- 9 agosto 1995 (1416)
- 28 luglio 1996 (1417)
- 17 luglio 1997 (1418)
- 6 luglio 1998 (1419)
- 26 giugno 1999 (1420)
- 15 giugno 2000 (1421)
- 4 giugno 2001 (1422)
- 25 maggio 2002 (1423)
- 14 maggio 2003 (1424)
- 2 maggio 2004 (1425)
- 21 aprile 2005 (1426)
- 10 aprile 2006 (1427)
- 31 marzo 2007 (1428)
- 20 marzo 2008 (1429)
- 9 marzo 2009 (1430)
- 26 febbraio 2010 (1431)
- 15 febbraio 2011 (1432)
- 5 febbraio 2012 (1433)
- 24 gennaio 2013 (1434)
- 14 gennaio 2014 (1435)
- 3 gennaio 2015 (1436)
- 24 dicembre 2015 (1437)
- 12 dicembre 2016 (1438)
- 1º dicembre 2017 (1439)
- 20 novembre 2018 (1440)
- 9 novembre 2019 (1441)
- 29 ottobre 2020 (1442)